# Fröjdsandbi
Fröjdsandbi (Andrena coitana) är en art i insektsordningen steklar som tillhör överfamiljen bin och familjen grävbin.

## Beskrivning
Fröjdsandbiet har ett runt huvud med mörka antenner, och en svart och glänsande kropp. Hanen har dessutom en ljusgul mask över clypeus och två ljusgula markeringar under ögonen, medan honan har en gles, vitaktig behåring över hela ansiktet. Ovansidan av honans mellankropp har även den gles, vitaktig behåring. På sidorna på bakkanterna av tergiterna 2 till 4 har honan smala ränder av vit päls. Hanen har enbart små fläckar av vit päls på motsvarande ställen. Arten är liten; honan blir 8 till 9 mm lång, hanen 7 till 8 mm.

## Ekologi
Fröjdsandbiet förekommer i våtmarker, stränder, gles skog, hedar, allmänningar, ängar, betesmark, trädgårdar och parker. Det flyger från slutet av juni till augusti månad ut, och besöker korgblommiga växter, klockväxter, rosväxter, flockblommiga växter, dunörtsväxter, ranunkelväxter, nejlikväxter, malvaväxter samt väddväxter. Bona har påtäffats i skuggiga områden och i grusblandade flodbankar.
Arten parasiteras av gökbiet fröjdgökbi (Nomada obtusifrons), möjligen också höstgökbi (Nomada roberjeotiana).

## Utbredning
Arten lever i Central- och Nordeuropa (inklusive Brittiska öarna och Alderney) från Österrike till Fennoskandien, österut till Turkiet och Sibirien med förekomst även i Japan och Kina. Vissa populationer finns även i bergsområdena i norra Spanien och sydöstra Frankrike.
I Sverige fanns arten tidigare (före 1950) från Skåne upp till Dalarna och Gästrikland, men sedan början av 2000-talet har arten dragit sig tillbaka från Skåne, Öland och Gotland, men i gengäld gått framåt i Norrland, upp till i Umeåtrakten. Totalt sett har dock populationen minskat.
I Finland finns arten från Åland och sydkusten norrut till Norra Österbotten i väster, Kajanaland i öster. Den är rödlistad som nära hotad ("NT").
I Sverige är den inte rödlistad, trots sin kraftiga nergång under de senaste rödlistebedömningarna, utan klassificerad som livskraftig ("LC") I Finland är arten rödlistad som nära hotad ("NT").